# لرزه‌زمین‌ساخت
لرزه‌زمین‌ساخت (به انگلیسی: Seismotectonics) دانش مطالعهٔ ارتباط بین زمین‌لرزه‌ها، زمین‌ساخت‌های فعال، و گسل‌های یک منطقه می‌باشد. این دانش با تحلیل زمین‌ساخت‌های محلی، وقایعی که اخیراً توسط دستگاه‌ها ثبت شده‌اند، بررسی زمین‌لرزه‌های تاریخی منطقه، و شواهد زمین‌ریخت‌شناسانه به دنبال آن است که گسل‌های مسبب فعالیت‌های لرزه‌ای منطقه را شناسایی کند. از اطلاعات به‌دست‌آمده می‌توان برای تعیین خطر لرزه‌خیزی یک منطقه سود برد.